# 富士ロングディスタンスシリーズ
富士ロングディスタンスシリーズ（富士LD）は、1977年（昭和52年）から1992年（平成4年）まで主に富士スピードウェイで開催された耐久レースのシリーズ戦。
1983年以降からグループC時代を迎え、1985年から、全日本耐久選手権（後のJSPC）とダブルタイトルがかかるようになり、高い人気を集めたが、1992年いっぱいで休止された。

## 概要
1977年、富士500km、500マイル、1000kmの3戦のシリーズとして開催されるようになった。当初の参加車両は富士GC用の2座席プロトタイプレーシングカーから、市販車改造のツーリングカーまで様々なクラスが混走。メーカー、ドライバーにタイトルがかかるのではなく、エントラントにタイトルがかかった。当初の主催者はFISCOクラブ（現在の富士モータースポーツクラブ＝FMC）。予選は行わなず、エントリー順にグリッドが決まった。
グループC時代を迎えた1983年、JAFは全日本耐久選手権を開始したが、富士LD3戦はシリーズに加わらなかった。1985年から全日本耐久選手権に加わるようになり、国際格式となり、主催者もビクトリーサークルクラブ（VICIC）とトヨタモータースポーツクラブ（TMSC）、ニッサンスポーツカークラブ（SCCN）、マツダスポーツカークラブ（MSCC）との共催に変更となった。この年から予選も行われるようになり、またWEC-JAPANも加えた全4戦のシリーズとなった（但しWECでポイント対象になるのは国内エントラントのみだった）。
1991年からはJSPC全戦が対象の日本ロングディスタンスシリーズとなり、91年は鈴鹿、菅生2戦を加えた全7戦、92年は富士が3戦に減ったが、鈴鹿、菅生、美祢を加えた全6戦となった。
1993年、景気後退、グループC衰退により、耐久シリーズは開催されなくなり、シリーズは終焉した。尚その後、富士1000kmは1999年と2007年に限り復活、富士500kmは2001年から、富士500マイルは2018年から、SUPER GT（旧全日本GT選手権）の1戦として復活している。

## 歴代タイトルの一覧
| 開催年 | 開催年    | チャンピオンチーム（マシン）                    |
| ------ | --------- | ----------------------------------------------- |
| 1977年 | 1977年    | カタヤマレーシング(マーチ・76S/マツダ)          |
| 1978年 | 1978年    | カタヤマレーシング(マーチ・76S/マツダ)          |
| 1979年 | 1979年    | アドバンレーシングチーム(日産・サニー)          |
| 1980年 | 1980年    | スピードスターホイールレーシングチーム(BMW・M1) |
| 1981年 | 1981年    | 木の実レーシング(マーチ73S/マツダ)              |
| 1982年 | 1982年    | オートビューレックモータースポーツ(BMW・M1)     |
| 1983年 | 1983年    | トラストレーシングチーム(ポルシェ・956)         |
| 1984年 | 1984年    | トラストレーシングチーム(ポルシェ・956)         |
| 1985年 | 1985年    | アドバンスポーツノバ（ポルシェ・962C）          |
| 1986年 | 1986年    | アドバンスポーツノバ（ポルシェ・962C）          |
| 1987年 | 1987年    | アドバンアルファノバ（ポルシェ・962C）          |
| 1988年 | 1988年    | フロムエーレーシング（ポルシェ・962C）          |
| 1989年 | 1989年    | オムロンレーシングチーム（ポルシェ・962C）      |
| 1990年 | 1990年    | ニスモ（日産・R90CP）                           |
| 1991年 | 1991年    | ニスモ（日産・R91CP）                           |
| 1992年 | LD1クラス | トヨタチームトムス（トヨタ・TS010）             |
| 1992年 | LD2クラス | ニスモ（日産・R92CP）                           |

※1979年は、プロトタイプのR2クラスは章典外となった。1980年はプロトタイプのDクラスは章典外となった。1992年は、LD１クラスとLD2クラスで別々にポイントが与えられた。